# Moto Guzzi California 1400
Die Moto Guzzi California 1400 ist ein Motorrad des italienischen Herstellers Moto Guzzi, das von 2013 bis 2020 in Mandello del Lario gebaut wurde. Der Cruiser wurde am 15. November 2012 auf der 70. internationalen Motorradshow EICMA in Mailand vorgestellt und ab dem Frühjahr 2013 ausgeliefert.
Die Verkaufsbezeichnung California wird von Moto Guzzi seit der Ur-California von 1971 für große Motorräder mit langem Radstand, breitem Lenker und Trittbrettern verwendet. 1968 entstand auf Betreiben des US-Importeurs eine Polizei-Version der ein Jahr zuvor eingeführten V7, die zunächst vom LAPD in Los Angeles in Dienst genommen wurde. Diese Version mit großer Scheibe und Verkleidung stieß bald auf starkes Interesse seitens der privaten Motorradfahrer, so dass Moto Guzzi die zivile Version V7 California entwickelte. Über mehrere Zwischenmodelle mit wachsendem Hubraum kam es zur direkten Vorgängerin, der von 1994 bis 2012 gebauten California 1100 / EV.
Hauptverantwortlich für das Design der California 1400 war der amerikanisch-argentinische Designer Miguel Galluzzi, der unter anderem 1992 die Ducati Monster gestaltet hatte.
Vor der verpflichtenden Einführung der Abgasnorm Euro 5 zum 1. Januar 2021 beendete Moto Guzzi die Produktion der California-1400-Familie ohne direktes Nachfolgermodell.

## Modellentwicklung

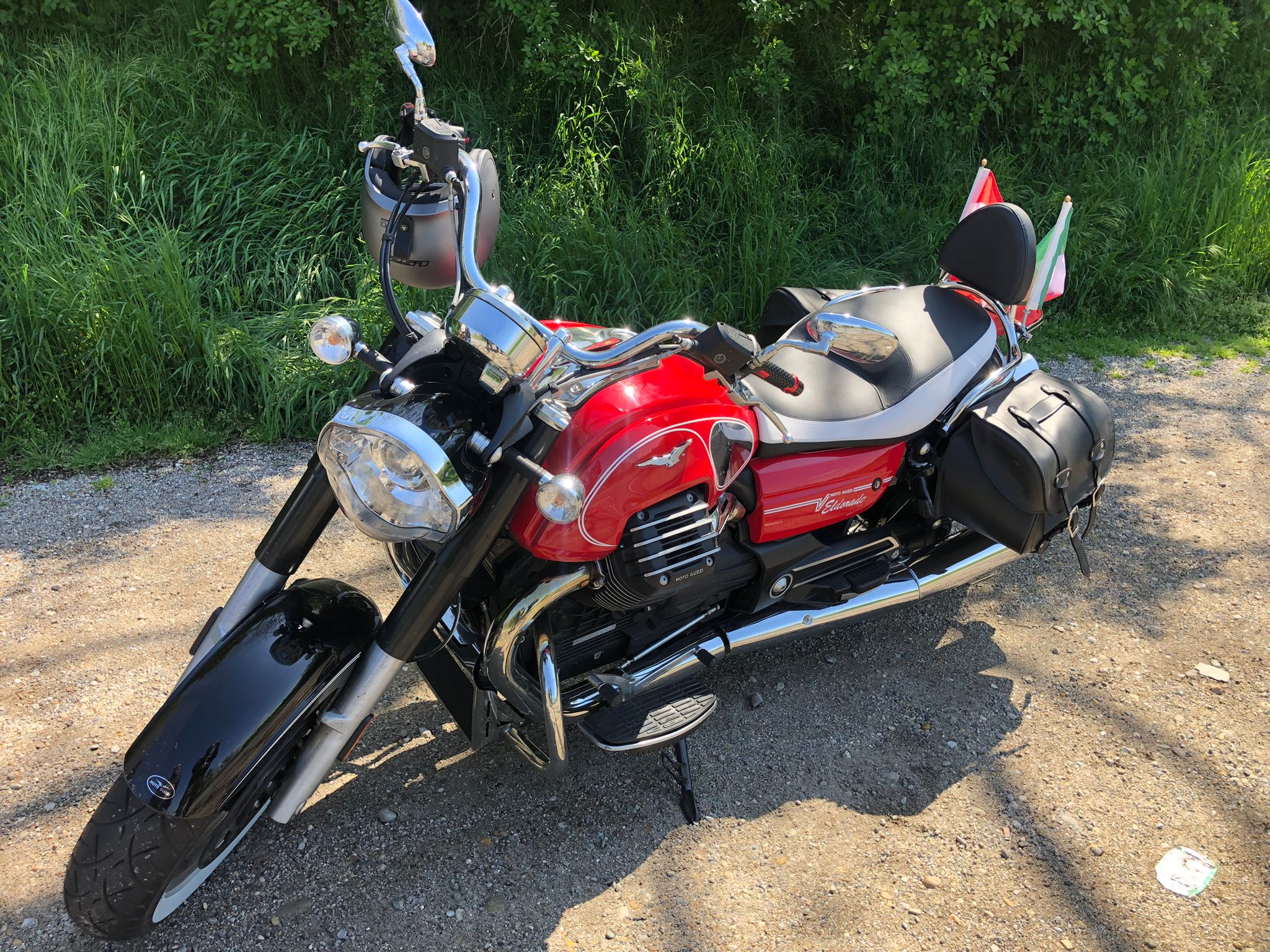
Eldorado 1400 (2015–2020)
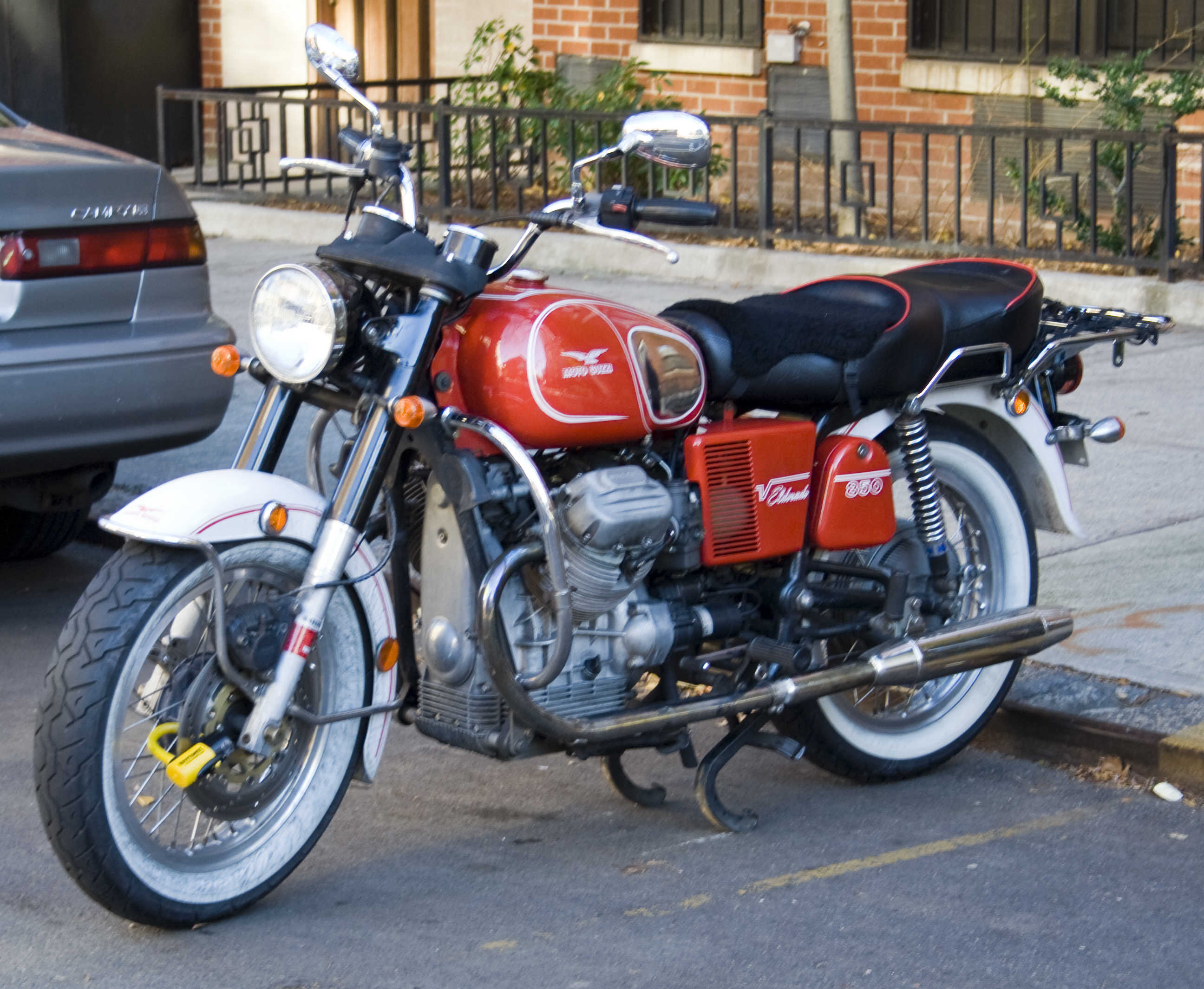
„Ur-Eldorado“ 850 (1972–1974)
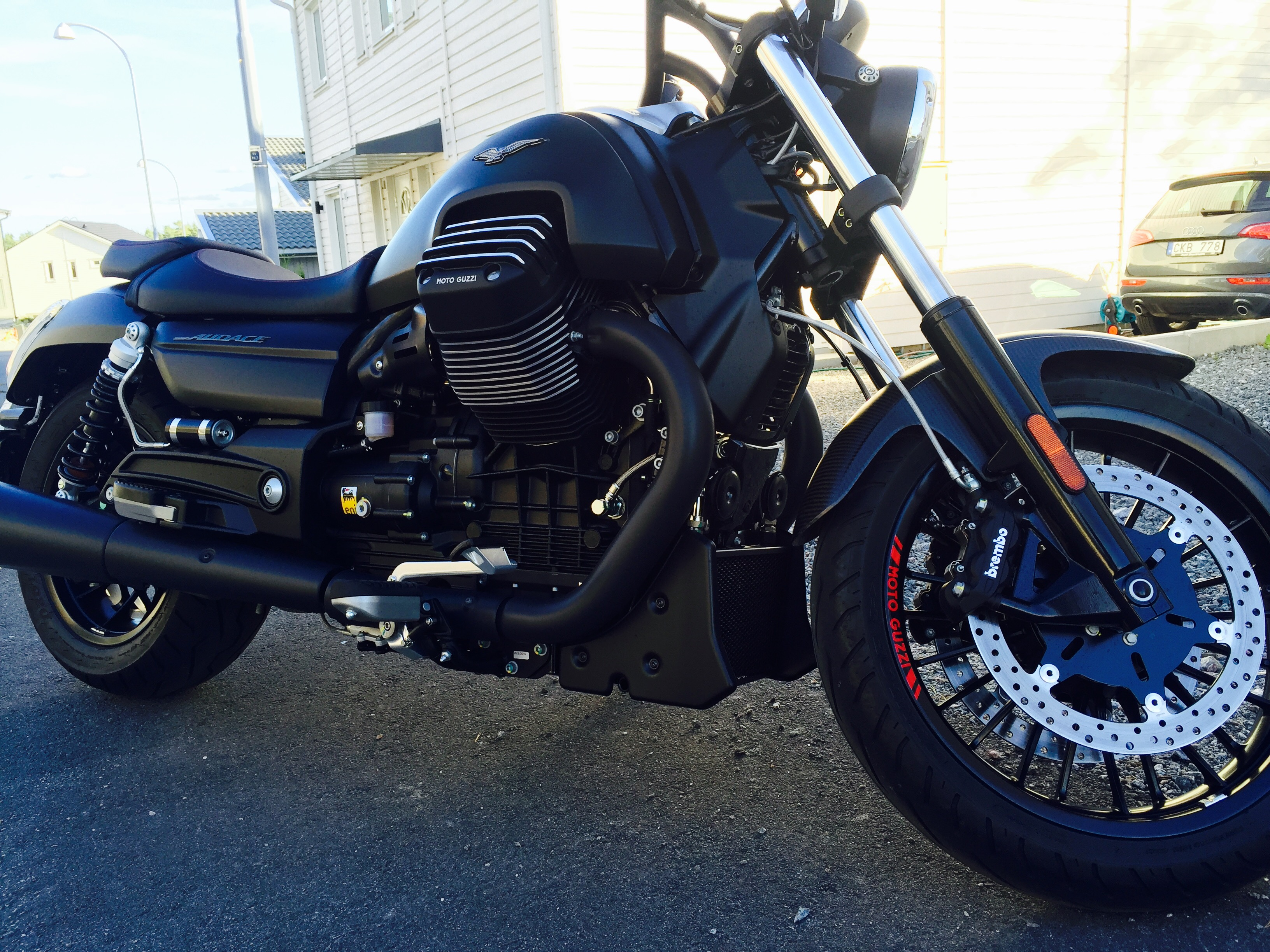
Audace 1400 (2015–2019)

Zur Markteinführung 2013 gab es die California 1400 vorerst nur in den zwei Varianten „Touring“ (mit Seitenkoffern) und „Custom“. 2015 wurden zusätzlich eine „aggressive“ Variante Audace 1400 mit mattschwarzer Lackierung und fast ohne Chrom, sowie eine an die „Ur-Eldorado“ 850 von 1972 erinnernde Eldorado 1400 eingeführt. Auch eine Sonderedition California Touring SE kam auf den Markt. Ab 2017 wurde die Audace auch als Audace Carbon mit vielen Teilen in Carbon-Optik angeboten.
2017 brachte Moto Guzzi als letzte Variante der California-1400-Familie die MGX-21 „Flying Fortress“ auf den Markt. Bei diesem für die Kommerzialisierung beibehaltenen Projektnamen verweist „21“ laut dem Hersteller nicht auf das Guzzi-Gründungsjahr 1921, sondern auf den Vorderraddurchmesser in Zoll. „Flying Fortress“ ist der Beiname des Bombers Boeing B-17 aus den 1930er Jahren.

## Technik

### Antrieb
Der luft-/ölgekühlte Viertakt-Zweizylindermotor, letzte Entwicklungsstufe der 1967 mit der „Ur“-V7 gegründeten, „Big Block“ genannten Antriebskonstruktion, ist mit 1380 cm³ Hubraum auch der größte und drehmomentstärkste Motor, den Moto Guzzi jemals baute. Er erzeugt eine Nennleistung von 71 kW (97 PS) bei einer Drehzahl von 6500 min−1 und ein maximales Drehmoment von 120 Nm bei 2750 min−1. Der längs eingebaute V-Motor hat, wie alle V-Motoren von Moto Guzzi seit 1967, einen Zylinderwinkel von 90 Grad. Die Zylinder haben eine Bohrung von 104 mm, die Kolben einen Hub von 81,2 mm bei einem Verdichtungsverhältnis von 10,5 : 1. Die zwei halbhochliegenden, kettengetriebenen Nockenwellen steuern über Stößel, Stoßstangen und Kipphebel je zwei Ein- und Auslassventile in den seitlich herausragenden Zylinderköpfen. Das Motorrad erreicht nach Herstellerangaben eine Höchstgeschwindigkeit von 190 km/h.
Das Gemisch bildet eine elektronisch geregelte Saugrohreinspritzung mit beidseitigen Düsen in einem Y-Ansaugkrümmer, jeweils dicht vor den Zylinderköpfen und einer einzelnen zentralen Drosselklappe mit 52 mm Durchmesser. Die Drosselklappe ist elektronisch gesteuert (sog. „Ride-by-Wire“). Der Kraftstofftank fasst 20,5 Liter, davon sind 5 Liter Reserve. Bei einem Verbrauch von 6,0 L/100 km gemäß Herstellerangabe ergibt sich eine für einen Cruiser bescheidene theoretische Reichweite von ca. 340 km. „Cali“-Halter berichten in Internetforen eher von 8 bis 8,5 L/100 km, die einer Reichweite von ca. 240 bis 260 km entsprechen.
Eine hydraulisch betätigte Einscheiben-Trockenkupplung trennt den Motor vom Sechsganggetriebe.
Ein mithilfe zweierLambdasonden geregelter Drei-Wege-Katalysator behandelt das Abgas nach. Mit ihm unterschreitet das Motorrad die Schadstoffgrenzwerte der Abgasnorm Euro 4. Die gesamte Auspuffanlage mit doppelwandigen Krümmern und beidseitigen Schalldämpfern besteht aus nichtrostendem Edelstahl.

### Rahmen und Fahrwerk
Das Motorrad hat einen Doppelschleifenrohrrahmen aus Stahl. Die Motor-Getriebe-Einheit ist im Gegensatz zur klassischen Moto-Guzzi-Konstruktion nicht mittragend, sondern in Gummielementen mit kleinen Lenkern im Rahmen aufgehängt. Dieses auch von Harley-Davidson verwendete Prinzip lässt Vibrationen im Stand zu, die während der Fahrt beinahe nicht mehr wahrnehmbar sind.
Das Vorderrad wird von einer Teleskopgabel mit 46 mm Standrohrdurchmesser und 120 mm Federweg geführt, das Hinterrad von einer Zweiarmschwinge aus Aluminium mit Stereo-Feder-Dämpfer-Einheiten mit verstellbarer Federbasis und 110 mm Federweg. Die Kraft überträgt ein Kardanantrieb mit einer Kardanwelle im rechten Schwingarm an das Hinterrad.
Das Leergewicht beträgt je nach Variante zwischen 320 und 346 kg (fahrfertig, vollgetankt).

### Bremsanlage
Am Vorderrad hat die California 1400 eine hydraulisch betätigte Doppelscheibenbremse mit Vierkolben-Festsätteln. Die halbschwimmend gelagerten Bremsscheiben haben einen Durchmesser von 320 mm. Hinten wird für die ebenfalls hydraulisch betätigte Scheibenbremse mit 282 mm Durchmesser ein Doppelkolben-Schwimmsattel eingesetzt. Serienmäßig sind ein 2-Kanal-Antiblockiersystem und die abschaltbare Traktionskontrolle MGCT (italienisch: Moto Guzzi Controllo di Trazione).

## Kritiken
„Die Moto Guzzi Audace braucht eigentlich keine Traktionskontrolle, keine wählbaren Motormappings und keinen Tempomaten, denn ihr geht es nur um eins: Einen starken Auftritt. […] sie lässt sich durchaus ein wenig sportlich bewegen, die Schräglagenfreiheit ist passabel, die Bremsen der Masse gewachsen und der mächtige Motor hat ohnehin genügend Mark, um die fast 320 kg plus Fahrer druckvoll voran zu schieben.“